# دیباچه کلی
«دیباچهٔ کلّی» نخستین بخش از حکایت‌های کنتربری جفری چاسر است.